# 여성주의 경제학

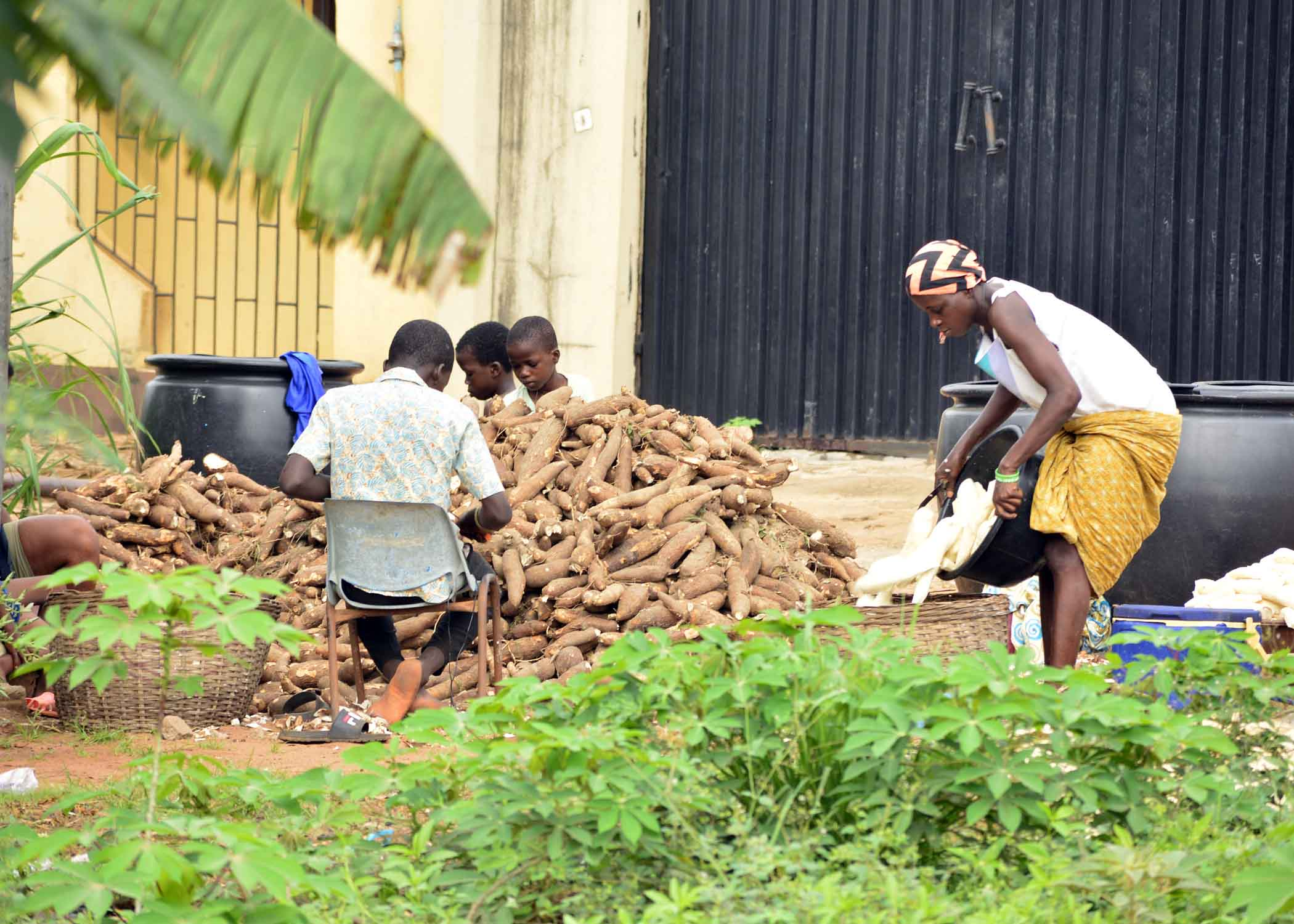

여성주의 경제학(Feminist Economics)은 성별 인식 및 포괄적 경제 조사, 정책 분석에 중점을 둔 경제에 대한 중요한 연구이다. 여성주의 경제 연구자는 학자, 활동가, 정책 이론가 및 실무자를 포함한다.많은 페미니스트 경제 연구는 관리 업무, 친밀한 관계에서의 폭력 등과 같이 현장에서 소홀히 다루었던 주제 또는 경제의 유상 부문과 무급 부문 간의 성 효과와 상호작용의 더 나은 통합을 통해 개선될 수 있는 경제 이론에 초점을 맞추고 있다. 다른 여성주의 학자들은 성별 권한 부여 측정(GEM)과 같은 새로운 형태의 데이터 수집 및 측정과 능력 접근법과 같은 더 많은 성별 인식 이론에 참여하였다. 여성주의 경제학은 "지역, 국가 및 초국가적 공동체에서 아동, 여성 및 남성의 안녕을 증진한다"는 목표를 지향한다."
여성주의 경제학자들은 전통적인 경제학의 사회적 구성에 주의를 환기시키고, 그것이 긍정적이고 객관적인 정도에 의문을 제기하며, 그것의 모델과 방법이 남성 관련 주제에 대한 배타적인 관심과 남성 관련 가정과 방법에 대한 일방적인 선호에 의해 어떻게 편향되어 있는지를 보여준다. 경제학이 전통적으로 자율성, 추상성 및 논리의 시장과 남성 관련 아이디어에 초점을 맞췄던 반면, 여성주의 경제학자들은 가족 경제학과 같은 "문화적으로 여성적인" 주제를 포함하여 경제 생활에 대한 보다 폭넓은 탐구를 요구하고 있으며, 경제를 설명하는 데 있어 연결, 구체성, 감정의 중요성을 검토해야 한다.
에스터 보서업, 마리안 페버, 줄리 A를 포함한 많은 학자들이 있다. 넬슨, 마릴린 워링, 낸시 폴브레, 다이앤 엘슨, 바바라 버그만, 아일사 맥케이는 여성주의 경제학에 기여했다. 워링의 1988년 책 "If Women Counted"는 종종 이 규율의 "근거 문서"로 간주된다. 1990년대에 이르러 여성주의 경제학은 실무자들을 위한 책 및 기사 출판 기회를 창출하기에 경제학에서 확립된 하위 분야로 충분히 인식되었다.

## 기원과 역사
일찍이 여성주의 윤리학자, 경제학자, 정치학자, 시스템 과학자들은 여성의 전통적인 일(예: 자녀 양육, 병든 노인 돌봄)과 직업(예: 간호, 교육)이 남성의 일과 관련하여 체계적으로 저평가되어 있다고 주장했다. 예를 들어 제인 제이콥스의 '가디언 윤리학' 논문과 '트레이더 윤리학'과의 대조는 전통적으로 여성에게 할당되던 아동 보호, 양육, 치유 등 보호 활동의 저평가에 대해 설명하고자 했다.
1969년에 쓰여 나중에 Houseworker's Handbook에 출판된 벳시 워리어스 Housework: Slavery or a Labor of Love and The Source of Leisure Time은 여성들이 수행하는 가정 노동의 생산과 재생산이 모든 경제적 거래와 생존의 토대가 된다는 설득력 있는 주장을 제시한다. 워리어스에 따르면: "오늘날 보여지는 것처럼 경제학은 경제 생활의 기초를 배제하기 때문에 현실에서 어떠한 기초도 결여되어 있습니다. 그 기반은 여성의 노동에 기초합니다; 첫 번째 여성의 생식적 노동은 모든 새로운 노동자를 생산합니다; (그리고 모두에게 첫 번째 상품인, 어머니의 젖으로 모든 새로운 소비자와 노동자를 지지합니다); 두 번째, 여성의 노동은 환경적으로 필요한 청소, 원료를 소비하기 위한 요리, 사회적 안정을 유지하기 위한 협상을 수반합니다. 시장에 대비하고 각 노동자를 유지 관리하는 '직업'과 '육성'입니다. 이것은 노동자가 노동력의 모든 위치를 차지할 수 있도록 하는 여성의 지속적인 산업입니다. 이러한 근본적인 노동력과 상품이 없었다면 경제활동도 없었을 것이고 우리는 계속 진화하기 위해 살아남았을 것입니다." 워리어스는 또한 무기, 마약, 인신매매, 정치 독직, 종교적 색채, 그리고 그 밖의 다양한 미공개 활동으로부터 남성들의 부도덕한 수입은 남성들에게 풍부한 수익 흐름을 제공하며, 이는 GDP 수치를 더욱 무효화시킨다는 점에 주목하고 있다. 심지어 여성이 수적으로 우세한 지하 경제에서도, 인간의 매매, 매춘, 가정 봉사와 같이, 포주 수입의 극히 일부만이 그가 배치한 여성과 아이들에게 영향을 미친다. 보통 그들에게 지출되는 금액은 단지 그들의 삶을 유지하기 위한 것일 뿐이며, 매춘부의 경우, 약간의 돈은 포주의 고객들에게 그들을 더 잘 팔 수 있게 해줄 옷과 그러한 편의시설들에 사용될 수 있다. 예를 들어, 미국에만 초점을 맞춰보면, 2014년 어번 연구소의 정부 후원 보고서에 따르면 "달래스의 한 길거리 매춘부는 성행위당 5달러를 벌 수 있다. 그러나 애틀랜타에서는 일주일에 3만 3천 달러를 벌 수 있는데, 이 곳에서 성매매를 하면 연간 2억 9천만 달러를 벌어들인다." 워리어는 포괄적인 사실 기반 경제 분석만이 환경 및 생식/인구 요구를 위한 미래 계획을 위한 신뢰할 수 있는 기반을 제공할 것이라고 믿고 있다.
1970년, 에스터 보세룹은 Woman's Role in Economic Development을 출판하고 농업 변화, 산업화 및 기타 구조적 변화의 성별 영향에 대한 최초의 체계적인 조사를 제공하였다. 이 증거는 이러한 변화가 여성들에게 끼친 부정적인 결과를 밝혀냈다. 이 작업은 무엇보다도 "여성들과 남성들은 거시경제적 충격, 신자유주의적 정책, 그리고 세계화의 힘을 각기 다른 방식으로 견뎌낸다"는 광범위한 주장의 근거를 마련했다. 더구나 1970~90년대 선진국에서는 고용 형평성 등의 조치가 시행됐지만 형평성 전통이 강한 나라에서도 임금격차 완화에 완전히 성공하지는 못했다.
1988년, 마릴린 워링은 'If Women Counted: A New Feminist Economics',: 국가 회계 시스템, 경제 성장 측정의 국제 표준, 그리고 여성의 무급 노동 방식과 자연의 가치를 경제에서 생산적인 것으로 간주하는 것에서 제외시킨 획기적인 체계적 비평이 담긴 책을 출판한다. 2014년 선집  Counting on Marilyn Waring에서 줄리 A. 넬슨은 이렇게 썼다.
"마릴린 워링의 작품은 사람들을 깨웠습니다. 그녀는 전통적으로 여성들이 행해 온 무급 업무가 어떻게 국가 회계 시스템 내에서 보이지 않게 되었는지, 그리고 이것이 야기하는 피해를 정확히 보여주었습니다. 그녀의 책은... 수치적이든 그렇지 않든, 우리의 삶을 지탱하는 치료의 일을 가치 있게, 보존하고, 보상하는 방법에 대한 광범위한 연구를 장려하고 영향을 주었습니다. 비슷한 자연 환경 방치를 지적함으로써, 그녀는 또한 시간이 지남에 따라 더 긴박해졌을 뿐인 생태학적 지속가능성의 문제에 대해 경종을 울렸습니다. 최근 수십 년 동안 여성주의 경제 분야는 이러한 주제 및 그 이상을 포괄하도록 광범위하고 넓어졌습니다."
1972년 경제 분야 여성 지위 위원회(CSWEP)의 설립을 지원받아 1970년대와 80년대에 성 기반의 전통 경제 비평이 등장하였다. 이후 새로운 시대를 위한 여성과 함께하는 개발 대안(Dawn)의 출현과 1992년 국제 여성주의 경제학 협회(IAFFE)의 창립은 1994년 여성주의 경제학 저널의 급속한 성장을 촉진시켰다.
다른 분야와 마찬가지로, 여성주의 경제학자들의 초기 강조는 확립된 이론, 방법론, 그리고 정책 접근법을 비평하는 것이었다. 이 비판은 가계와 노동 시장의 미시경제학에서 시작되어 거시경제학과 국제무역으로 확산되었으며, 궁극적으로는 전통적인 경제 분석의 모든 분야로 확대되었다. 페미니스트 경제학자들은 성별 인식 이론과 분석을 추진하고 생산했으며, 경제학에 초점을 넓혔으며, 방법론과 연구 방법의 다원주의를 추구했다.
페미니스트 경제학은 지속가능성, 자연, 정의 및 관리 가치에 초점을 맞추는 것을 포함하여 생태경제학과 녹색경제 분야에서 많은 관점을 공유한다.

## 전통 경제에 대한 비판
여성주의 경제학의 원리에 대한 명확한 목록은 없지만 페미니스트 경제학자는 경제학의 표준 접근 방식에 대한 다양한 비판을 제공한다. 예를 들어, 저명한 여성주의 경제학자 Paula England는 다음과 같은 주장에 도전하면서 전통 경제학에 대한 최초의 여성주의 비평 중 하나를 제공했다.
- 그 대인관계의 효용 비교는 불가능하다.

- 그 취향은 외생적이고 변하지 않는다.
- 그 배우들은 이기적이다. 그리고

- 그 가장들은 이타적으로 행동한다.[18]

이 목록은 완전한 것은 아니지만 다양한 관점과 비평 중에서 전통 경제학에 대한 여성주의의의 중심 경제 비판 중 일부를 나타낸다.

### 규범성
많은 페미니스트들은 경제 분석에서 가치 판단에 주의를 환기시킨다. 이 아이디어는 많은 실무자들이 가지고 있는 긍정적인 과학으로서의 경제학에 대한 전형적인 개념과 상반된다. 예를 들어, Geoff Schneider와 Jean Shackelford는 다른 과학에서와 마찬가지로, "경제학자들이 연구하기로 선택한 문제들, 그들이 묻는 질문의 종류, 수행된 분석의 유형은 모두 수많은 요인들에 의해 영향을 받는 신념 체계의 산물이며, 그중 일부는 성격 상 이데올로기 적입니다." 마찬가지로 Diana Strassmann은 "모든 경제 통계는 정의의 기초를 형성하는 기본 스토리에 기반합니다. 이런 식으로 내러티브 구성은 필연적으로 모든 정의의 기초가 됩니다. 따라서 경제 연구는 라벨링 방식에 관계없이 본질적으로 질적인 면에서 벗어날 수 없습니다. " 여성주의 경제학자들은 경제학의 모든 측면에서 가치 판단에 주의를 기울이고 객관적인 과학에 대한 묘사를 비판한다.

### 자유 무역
주류 경제학의 중심 원칙은 무역이 전문화와 더 큰 효율성을 통해 비교 우위와 효율성을 얻을 수 있다는 것이다. 많은 여성주의 경제학자들이 이 주장에 의문을 제기한다. Diane Elson, Caren Grown 및 Nilufer Cagatay는 성 불평등이 국제 무역에서하는 역할과 그러한 무역이 성 불평등 자체를 어떻게 재구성하는지 탐구한다. 그들과 다른 여성주의 경제학자들은 특정 무역 관행이 누구의 이익에 기여하는지 탐구한다.
예를 들어, 그들은 아프리카에서 많은 국가에서 수출용 단일 현금 작물 재배의 전문화로 인해 해당 국가가 가격 변동, 날씨 패턴 및 해충에 매우 취약하게 만들었다는 점을 강조 할 수 있다. 여성주의 경제학자들은 무역 결정의 특정 성별 효과를 고려할 수도 있다. 예를 들어, "케냐와 같은 국가에서 남성은 일반적으로 현금 작물 수입을 통제하는 반면 여성은 여전히 가정에 식량과 의복을 제공 할 것으로 예상되며, 아프리카 가정에서 전통적인 역할은 현금 작물을 생산하는 노동과 함께 제공됩니다. 생계형 식량 생산에서 전문화와 무역으로의 전환으로 인해 상당한 고통을 겪었습니다. " 마찬가지로 여성은 종종 사업주로서 경제적 힘이 부족하기 때문에 값싼 노동력으로 고용될 가능성이 더 높으며 종종 착취적 상황에 관여한다.

### 비 시장 활동 제외
여성주의 경제학은 육아 및 가사 노동과 같은 비 시장 활동이 경제 발전에 미치는 중요성에 주목한다. 이것은 노동의 형태가 "비 경제적"현상으로 설명되지 않는 신고전주의 경제학과는 뚜렷한 대조를 이룬다. 이러한 노동을 경제 계정에 포함 시키면 여성이 이러한 업무를 불균형하게 수행하기 때문에 상당한 성 편견이 제거된다. 그 노동이 경제 모델에서 설명되지 않을 때, 여성이 하는 많은 일이 무시되고 말 그대로 그들의 노력을 평가 절하하게 된다.
콜롬비아 가사 노동자. 이웃 친구와 가족이 가정 및 육아 책임을 공유하는 것은 전통적인 노동 시장 밖에서 수행되는 비 시장 활동의 예이다. 예를 들어, Nancy Folbre는 공공재로서의 아동의 역할과 부모의 비 시장 노동이 공공 서비스로서의 인적 자본 개발에 어떻게 기여하는지 조사한다. 이런 의미에서 아이들은 전통적인 분석에 따르면 과소 투자 된 긍정적인 외부성이다. Folbre는 이러한 감독이 비 시장 활동을 적절하게 조사하지 못한 데에서 부분적으로 발생함을 나타낸다.
Marilyn Waring은 국가 회계 시스템에서 비 시장 활동의 배제가 어떻게 비 시장 활동을 명시적으로 배제한 국가 계정의 국제 표준의 고의적 선택과 설계에 의존했는지 설명했다. 20 세기 상반기에 무급 가사 노동을 GDP에 포함시킨 노르웨이와 같은 일부 국가에서는 새로운 국제 표준과의 호환성을 이유로 1950년에 제외시켰다. Ailsa McKay는 부분적으로 이러한 문제를 해결하기 위해 기본 소득을 "성 중립적 사회 시민권을 증진하는 도구"라고 주장한다.

### 권력관계의 누락
여성주의 경제학은 종종 권력 관계가 경제 내에 존재한다고 주장하기 때문에 이전에 경제 모델에서 간과되었던 방식으로 평가되어야 한다. 예를 들어, "신고전주의 문서에서 노동 판매는 양측 모두에게 이익이되는 상호 이익이되는 교환으로 간주됩니다. 고용주에게 직원에 대한 권한을 주는 경향이 있는 교환에서의 권력 불평등에 대한 언급은 없습니다." 이러한 권력 관계는 남성을 선호하는 경우가 많으며 "직장에서 여성이 직면하는 특별한 어려움에 대한 언급이 전혀 없습니다." 결과적으로 "권력과 가부장제를 이해하는 것은 남성이 지배하는 경제 제도가 실제로 어떻게 기능하고 왜 기능하는지 분석하는 데 도움이 됩니다." 여성은 종종 직장에서 불리한 위치에 있습니다. " 여성주의 경제학자들은 권력 관계가 사회의 고유하고 중요한 특징이라고 주장하면서 이러한 비판을 사회 세계의 여러 측면으로 확장하는 경우가 많다.

### 성별 및 인종 누락
여성주의 경제학은 경제 분석에서 성별과 인종을 고려해야 한다고 주장한다. Amartya Sen은 "많은 사회에서 가정 안팎의 여성이 체계적으로 열등한 지위는 개발 분석에서 젠더를 자신의 힘으로 취급해야 할 필요성을 지적한다"고 주장한다. 같은 가정 내에서도 여성은 종종 다르게 취급 받기 때문에 성별없이 경제를 조사하는 것은 오해의 소지가 있다.
경제적 모델은 종종 성별, 인종, 계급 및 카스트를 명시적으로 고려하여 개선될 수 있다. Julie Matthaie는 그 중요성을 다음과 같이 설명한다. "성별 및 인종적 차이와 불평등이 자본주의에 선행했을 뿐만 아니라 핵심적인 방식으로 구축되었습니다. 다시 말해, 우리 자본주의 경제의 모든 측면은 젠더화 되고 인종화 됩니다. 이론과 실천을 무시하는 것은 본질적으로 결함이 있습니다." 이론과 실천에서의 여성주의 경제학자 Eiman Zein-Elabdin은 전통적으로 둘 다 무시되어 "페미니스트 차이"라고 똑같이 묘사되기 때문에 인종 및 성별 차이를 조사해야 한다고 말한다. 2002년 7월호 여성주의 경제학 저널은 "성별, 피부색, 카스트 및 계급" 문제에 전념했다.

### 성별 차이의 과장
다른 경우에는 성별 차이가 과장되어 부당한 고정 관념을 조장 할 수 있다. 최근의 연구에서 Julie A. Nelson은 행동 경제학에서 현재 인기있는 주장인 "여성이 남성보다 위험을 더 싫어한다"는 생각이 실제로 극도로 적은 경험적 증거에 어떻게 의존하는지 보여주었다. 최근 연구의 메타 분석을 수행하면서 그녀는 평균 위험 회피 측정에서 통계적으로 유의한 차이가 가끔 발견되지만 이러한 그룹 수준 차이의 실질적인 크기에는 작은 경향이 있음을 보여줍니다 (표준 편차의 일부). 그리고 다른 많은 연구에서도 통계적으로 유의한 차이를 전혀 찾지 못했다. 그러나 "차이"를 찾지 못한 연구는 출판되거나 강조될 가능성이 적다.
또한 남성과 여성이 "다른" 선호도 (예 : 위험, 경쟁 또는 이타주의)를 가지고 있다는 주장은 종종 범주적, 즉 개인으로서 모든 여성과 모든 남성에게 적용되는 것으로 잘못 해석되는 경향이 있다. 사실, 일부 연구에서 발견되는 것과 같은 평균 행동의 작은 차이는 일반적으로 남성과 여성의 분포에서 큰 겹침을 동반한다. 즉, 남성과 여성 모두 일반적으로 가장 위험을 회피하는 (또는 경쟁적이거나 이타적인) 그룹과 최소 그룹에서 찾을 수 있다.

### 호모 이코노미쿠스 (호모 경제학)
한 사람의 신고전주의 경제 모델은 호모 이코노미쿠스 (Homo Economicus)라고 불리며, "그의 상호 작용 방식은 이상적인 시장을 통하기 때문"이라며 "사회의 영향을 받지 않고 사회에서 상호 작용"하는 사람을 묘사한다. 이러한 관점에서 사람들은 자신의 결정을 많이 또는 전부 내리기 위해 한계 분석에 참여하는 합리적 행위자로 간주된다. 여성주의 경제학자들은 사람들이 그러한 모델보다 더 복잡하다고 주장하고 "그룹 상호 작용과 욕심 이외의 요인에 의해 동기를 부여한 행동을 포함하는 경제 행위자에 대한보다 전체론적 비전"을 요구한다. 여성주의 경제학은 그러한 개혁이 제공한다고 주장한다. 주류 경제학이 모든 행위자의 개인주의, 경쟁 및 이기심의 역할을 과도하게 강조한다고 주장하면서 시장에서 남성과 여성의 실제 경험에 대한 더 나은 설명을 한다고 말한다. 대신, Nancy Folbre와 같은 여성주의 경제학자들은 협력이 경제에서도 역할을 한다는 것을 보여준다. 여성주의 경제학자들은 또한 어린이, 병자, 연약한 노인과 같은 모든 사람이 기관을 이용할 수 있는 것은 아니라고 지적한다. 돌봄에 대한 책임은 돌보는 사람의 기관에도 영향을 미칠 수 있다. 이것은 호모 경제학 모델에서 중요한 출발점이다.
더욱이 여성주의 경제학자들은 금전적 보상에 대한 신고전주의 경제학의 초점을 비판한다. Nancy Folbre는 "법률 규칙과 문화적 규범은 여성에게 명백히 불리한 방식으로 시장 결과에 영향을 미칠 수 있습니다."라고 말한다. 여기에는 여성에 대한 불평등한 임금을 초래하는 직업 분리가 포함된다. 이 분야의 페미니스트 연구는 직업이 혼자 행동하는 개인이 자신의 자유 의지로 자유롭게 선택하는 노동 시장에 대한 신고전주의적 설명과 모순된다. 여성주의 경제학은 또한 경제와 관련된 규범에 대한 연구를 포함하여 물질적 인센티브가 우리가 원하고 필요로하는 상품 (소비자 주권)을 안정적으로 제공 할 것이라는 전통적인 견해에 도전한다. 제도적 경제학은 여성주의 경제학자들이 호모 경제학 모델을 개선하는 수단 중 하나이다. 이 이론은 "인간의 동기의 복잡성과 문화와 권력 관계의 중요성"을 강조하면서 경제 행동을 형성하는데 있어서 제도와 진화적 사회 과정의 역할을 조사한다. 이것은 호모 경제학보다 경제적 행위자에 대한에서 전체적인 관점을 제공한다.
공정성 개념에 기반한 효율성 임금에 대한 George Akerlof와 Janet Yellen의 작업은 경제 행위자의 여성주의 모델의 예를 제공한다. 그들의 작업에서 에이전트는 이성적이거나 고립되어 있지 않고 대신 공평하게 협력하여 행동하고 질투를 경험할 수 있으며 개인적인 관계에 관심이 있다. 이 연구는 경험적 사회학과 심리학에 기반을 두고 있으며, 임금은 순전히 시장의 힘보다는 공정성 고려에 의해 영향을 받을 수 있음을 시사한다.

### 제한된 방법론
경제학은 종종 "사회가 부족한 자원을 관리하는 방법에 대한 연구"로 간주되기 때문에 수학적 탐구에만 국한된다. 전통적인 경제학자들은 종종 그러한 접근 방식이 객관성을 보장하고 사회학 및 정치 과학과 같은 "더 부드러운" 분야에서 경제를 분리한다고 말한다. 여성주의 경제학자들은 반대로 희소한 자원에 국한된 경제학의 수학적 개념은 과학과 데카르트 철학의 초기 시절의 계승이며 경제 분석을 제한한다고 주장한다. 따라서 여성주의 경제학자들은 종종 더 다양한 데이터 수집과 더 광범위한 경제 모델을 요구한다.

### 경제 교육학
여성주의 경제학자들은 경제학 과정의 내용과 교육 스타일 모두 특정 변화의 혜택을 받을 것이라고 제안한다. 일부는 실험적 학습, 실험실 세션, 개별 연구 및 "경제학"을 위한 더 많은 기회를 포함하도록 권장한다. 일부는 강사와 학생 간의 더 많은 대화를 원한다. 많은 여성주의 경제학자들은 코스 내용이 미래 경제학자들의 인구 통계 학적 구성에 어떻게 영향을 미치는지에 대해 시급히 관심을 갖고 있으며, "교실 분위기"가 일부 학생들의 자신의 능력에 대한 인식에 영향을 미친다고 주장한다.

### 2000년대 금융 위기
Margunn Bjørnholt와 Ailsa McKay는 2007-08년의 금융 위기와 이에 대한 대응으로 주류 경제학 및 경제학 직업 내에서 아이디어의 위기가 드러났으며 경제와 경제 이론, 경제 직업의 재편이 필요하다고 주장했다. 그들은 그러한 재편이 여성주의 경제학 내에서 새로운 발전을 포함해야한다고 주장하는데, 그 시작점은 지구뿐만 아니라 서로에 대한 배려를 온전히 인정하는 경제 이론과 경제 이론을 창조하는 데있어 사회적으로 책임감 있고, 합리적이며, 책임있는 주제를 취하는 것이다.

## 같이 보기
- 가정경제학
- 분류:여성주의와 사회
- 성평등
- 성 주류화
- 가계 내부 협상